# Wołodymyr Żuk
Wołodymyr Mykołajowycz Żuk, ukr. Володимир Миколайович Жук (ur. 30 maja 1986 w Zaporożu) – ukraiński piłkarz, grający na pozycji bramkarza.

## Kariera piłkarska

### Kariera klubowa
Wychowanek SDJuSzOR Metałurh Zaporoże. Pierwszy trener Ołeksij Korećki. Od 1999 roku występował w juniorskich mistrzostwach Ukrainy (DJuFL). Jesienią 2002 rozpoczął karierę piłkarską na ławce rezerwowych Metałurha Zaporoże. 23 marca 2003 roku debiutował w drugiej drużynie Metałurha, potem również występował w drużynie rezerwowej. Dopiero 19 października 2008 roku debiutował w Premier-lidze. W 2012 przeszedł do klubu Krymtepłycia Mołodiżne, ale po pół roku wrócił do Metałurha. Latem 2013 podpisał kontrakt z Olimpikiem Donieck, a grudniu 2013 zakończył karierę piłkarza.